# 合憲限定解釈
合憲限定解釈（ごうけんげんていかいしゃく）とは、違憲判断回避の方法の一つで、法律適用の前提となる法律解釈が一義的に決定できない場合で、かつ、当該法律が違憲となる解釈が存在するような場合には、合憲的に解釈する解釈方法のことをいう。
裁判官が裁判において法を適用するには法律解釈が前提となるが、この法律は立法府の作成したものである。日本国憲法上、立法府（国会）は国権の最高機関であり、唯一の立法機関である。つまり、日本国憲法上の統治機構において、第一次的に民主的正当性を持つのは国会のみであり、このような国会が成立させた法律を、民主的正当性の乏しい司法府が違憲として排斥することは可及的に避けなければならないという考えが、合憲限定解釈の基礎にある。裏返せば、当該法律に複数の解釈の余地があって、そのうちの一つの解釈が合憲である場合は、客観的な立法者意思の推定として、合憲的な解釈を元より企図していたものと理解することができることも背景にある。
しかし、全ての法律が合憲限定解釈されるべきということにはならない。つまり、罪刑法定主義（日本国憲法第31条参照。同条が何を規定するかは議論がある）の要請がある刑事法や、萎縮効果の強い表現の自由については、法文自体が複数の解釈を許すような表現になっている場合、そのこと自体が憲法的価値に違反すると考えられている。これらの場合には、それぞれ罪刑法定主義においては、罪となる事実を明確に規定し、それに対応する刑罰を明定するという要請が、また表現の自由の萎縮を防ぐためには可及的にそれを規制する範囲を事前に限定しておくべきという要請が立法府に対して行われているものであるから、立法府の作成したという民主的正当性のために合憲限定解釈を行う必要性があったとしても、立法府が不明確に法文を作成したことの強い不当性が勝ると言えるからである。このような場合に合憲限定解釈をすると、かえって憲法価値に抵触する事態となるため、原則としてかかる解釈手法は認められない。この場合に裁判所は、「漠然・曖昧性故に無効の法理」や「明確性の原則」によって、当該法律自体を無効とすることがある。
なお、行政府の作る政省令等についても、同様のことが言える。